# Everolimus
Everolímus, med drugim pod zaščitenim imenom Afinitor, je imunosupresivno zdravilo, ki se uporablja pri preprečevanju zavrnitve presadka ter kot tarčno zdravilo za zdravljenje raka ledvičnih celic in nekaterih drugih vrst raka. Odobren je tudi za zdravljenje ledvičnega angiomiolipoma in  subependimskega gigantoceličnega astrocitoma (SEGA) v povezavi s tuberozno sklerozo.
Uporablja se tudi v žilnih opornicah, ki sproščajo učinkovino, za preprečevanje restenoze žile.
Je 40-O-(2-hidroksietil)ni derivat sirolimusu. Deluje na enak način kot sirolimus, in sicer kot zaviralec mTOR. V primerjavi s sirolimusom ima everolimus podobno kemično zgradbo in imunosupresijski učinek, vendar izboljšane farmakokinetične lastnosti.
Trži ga podjetje Novartis pod različnimi tržnimi imeni: Zortress (v ZDA) in Certican (v Evropski uniji in drugod) v transplantacijski medicini, Afinitor (splošna onkologija) in Votubia (zdravljenje tumorjev v povezavi s tuberozno sklerozo).
Uvrščen je na seznam nujnih zdravil Svetovne zdravstvene organizacije, na katerem so zdravila, bistvena za zagotavljanje osnovne zdravstvene oskrbe. Na voljo so že generična zdravila.